# Синявець гороховий
Синявець гороховий (Lampides boeticus) — вид денних метеликів родини Синявцеві (Lycaenidae).

## Етимологія
Латинська назва виду L. boeticus дана на честь Бетики — римської провінції, що розташовувалась на території сьогоднішніх Іспанії та Португалії.

## Поширення
Вид поширений в Європі, Африці, Південній та Південно-Східній Азії та Австралії. Численний на півдні ареалу, на півночі трапляється зрідка.
В Україні зрідка трапляється як залітний вид. Спостерігався в Одеській, Полтавській, Дніпропетровській, Київській та Донецькій областях, Карпатах та Криму.

## Опис
Розмах крил до 36 мм. На задніх крилах внизу розташований помітний хвостик і по два вічка з сріблясто-блакитними лусочками. У самця крила зверху синьо-фіолетові, у самиці синьо-коричневі. Низ крил складається з поздовжніх сіро-бежевих смуг і плям. По зовнішньому краю проходить чорна окантовка і біла бахрома.

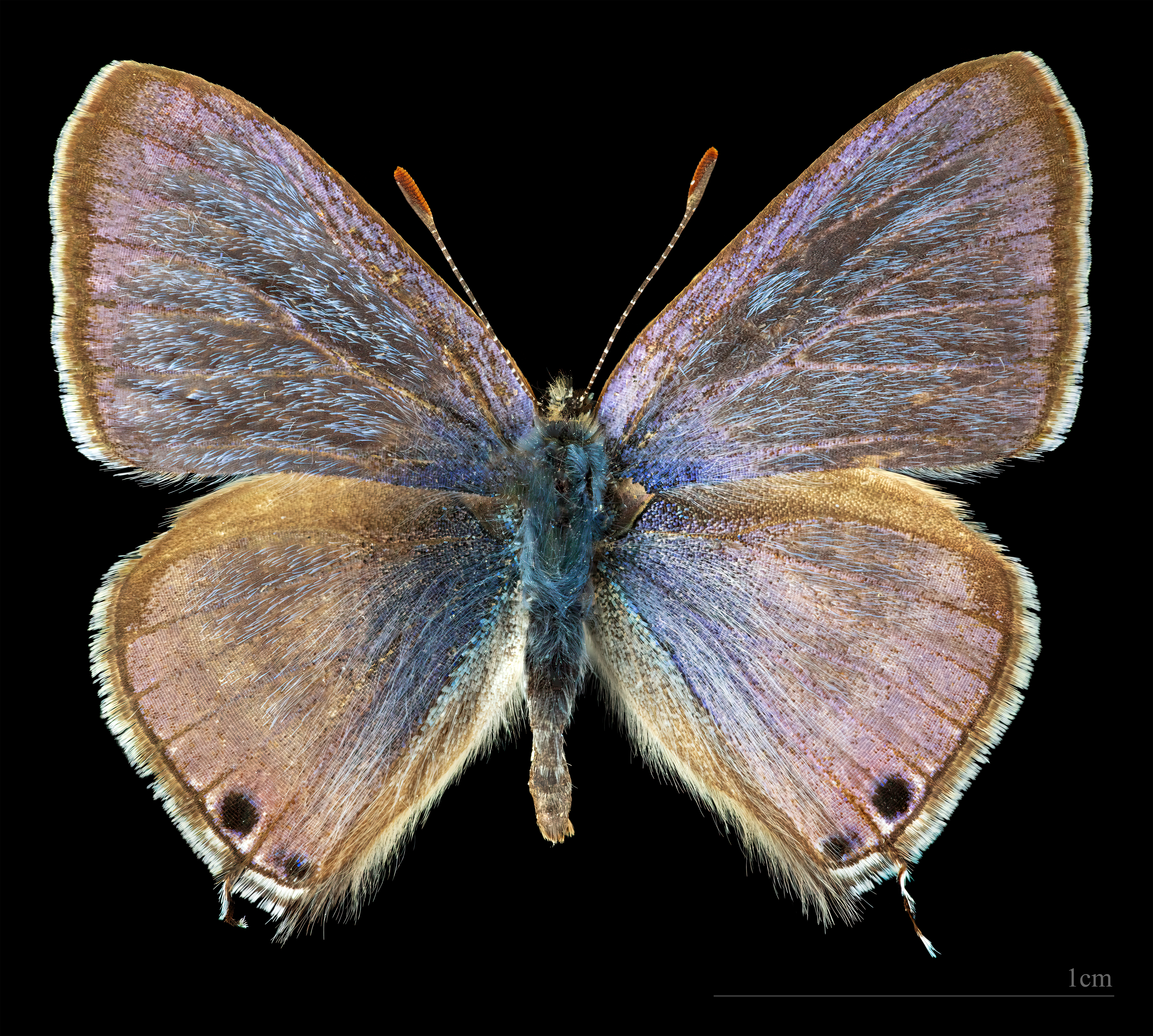
Lampides boeticus ♂
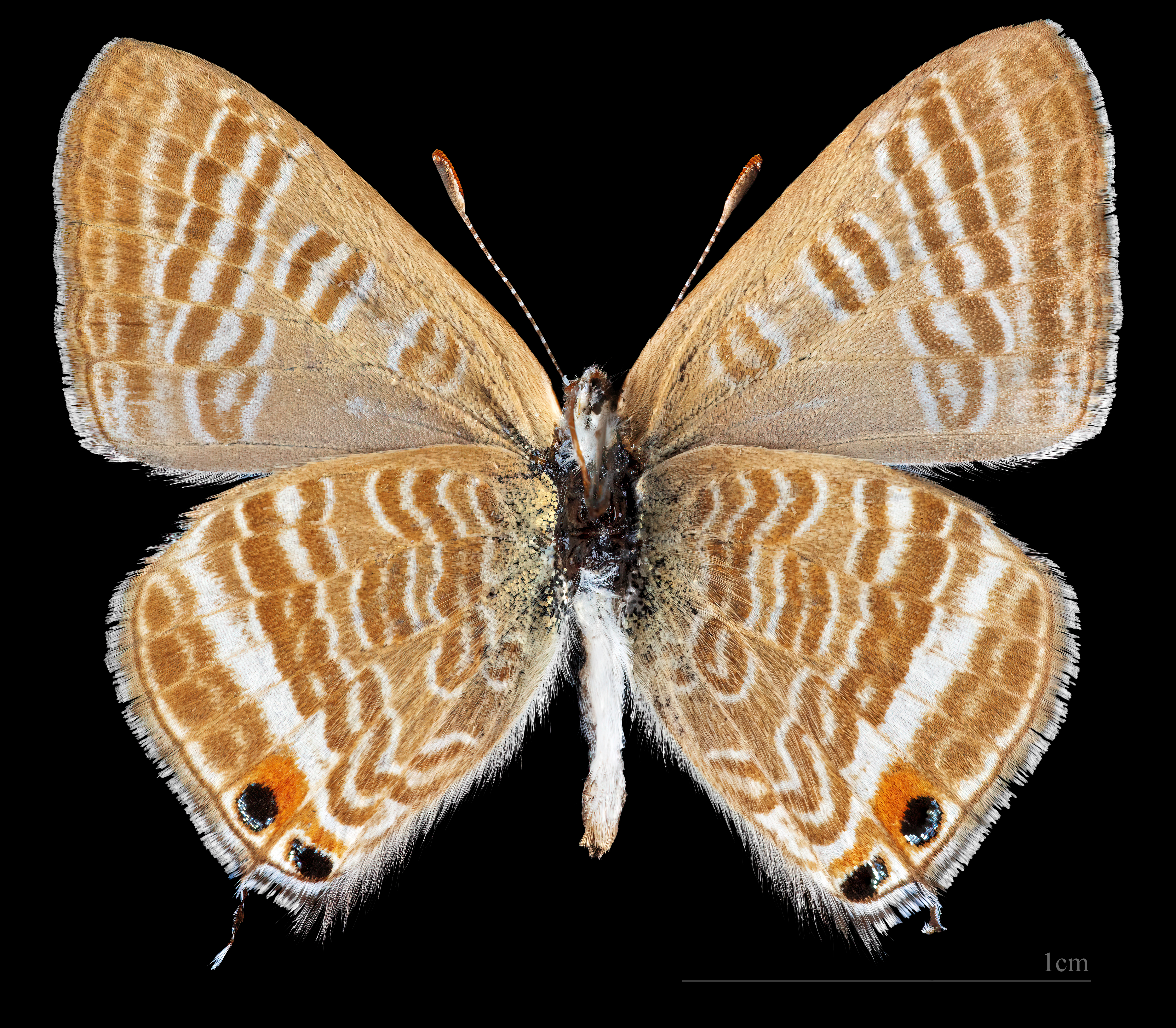
Lampides boeticus ♂  △

## Спосіб життя
Мешкає на луках, в садах. Кормова рослина — улекс звичайний, люпин, квасоля, горох посівний та інші великі бобові. Гусінь живиться бобами. Метелики літають в травні-жовтні. Розвивається два-три покоління в рік. Зимує лялечка.
Мірмекофільний вид. Пов'язаний з мурахами Lasius niger, Camponotus compressus, Camponotus cruetatus, Camponotus sylvaticus, Camponotus foreli, Prenolepis clandestina, Tapinoma melanocephalum тощо.